# دارن ماتوکس
دارن ماتوکس (انگلیسی: Darren Mattocks؛ زادهٔ ۲ سپتامبر ۱۹۹۰) بازیکن فوتبال اهل جامائیکا است.

## فعالیت ورزشی

### باشگاهی
از باشگاه‌هایی که در آن بازی کرده‌است می‌توان به پورتلند تیمبرز، باشگاه فوتبال سینسیناتی، باشگاه فوتبال ونکوور وایتکپس، و باشگاه فوتبال دی‌سی یونایتد اشاره کرد.

### ملی
وی همچنین در تیم ملی فوتبال جامائیکا بازی کرده‌است.